# Rudi Dutschke-merénylet
A Rudi Dutschke-merényletet Josef Bachmann követte el 1968. április 11-én Nyugat-Berlinben Rudi Dutschke baloldali diákvezér ellen. Az antikommunista indíttatású támadást Dutschke túlélte, de 1979-ben belehalt szövődményeibe. Bachmann a börtönben öngyilkosságot követett el.

## A merénylet
Rudi Dutschke a baloldali diákszervezet (Sozialistischen Deutschen Studentenbund) vezetője volt, akit gyakran támadtak a jobboldali újságok, például az Axel Springer-lapok, vagy a szélsőjobboldali Deutsche Nationalzeitung. Josef Bachmann Münchenből érkezett Nyugat-Berlinbe, csak egy sporttáska volt nála, abban két pisztoly és nagyjából száz lőszer. Egyetlen célja volt, a diákvezér meggyilkolása.
1968. április 11-én  Bachmann először a Kurfürstendamm utca 140.-ben található SDS-irodában kereste Rudi Dutschkét. Késább az utcán felismerte a diákvezért, aki egyik fia receptjét váltotta ki. Odalépett hozzá, megkérdezte, ő-e Rudi Dutschke, majd kommunista disznónak nevezte, és arcon lőtte. Dutschke elesett, ekkor Bachmann még kétszer rálőtt. A diákvezérnek sikerült felállnia, és megpróbált eljutni az SDS-irodába, de elvesztette az eszméletét, és elájult. Kritikus állapotban volt, amikor kórházba vitték. Bachmann elmenekült, elrejtőzött egy pincében, ahol a rendőrök tűzharc árán elfogták. A bíróság Bachmannt hét évre ítélte. A börtönből levelezett Dutschkéval, majd öngyilkos lett. Dutschkénak újra meg kellett tanulnia beszélni, majd 1979-ben a sebesülése szövődményeként fellépő epilepsziás roham miatt vízbe fulladt.

## Következmények

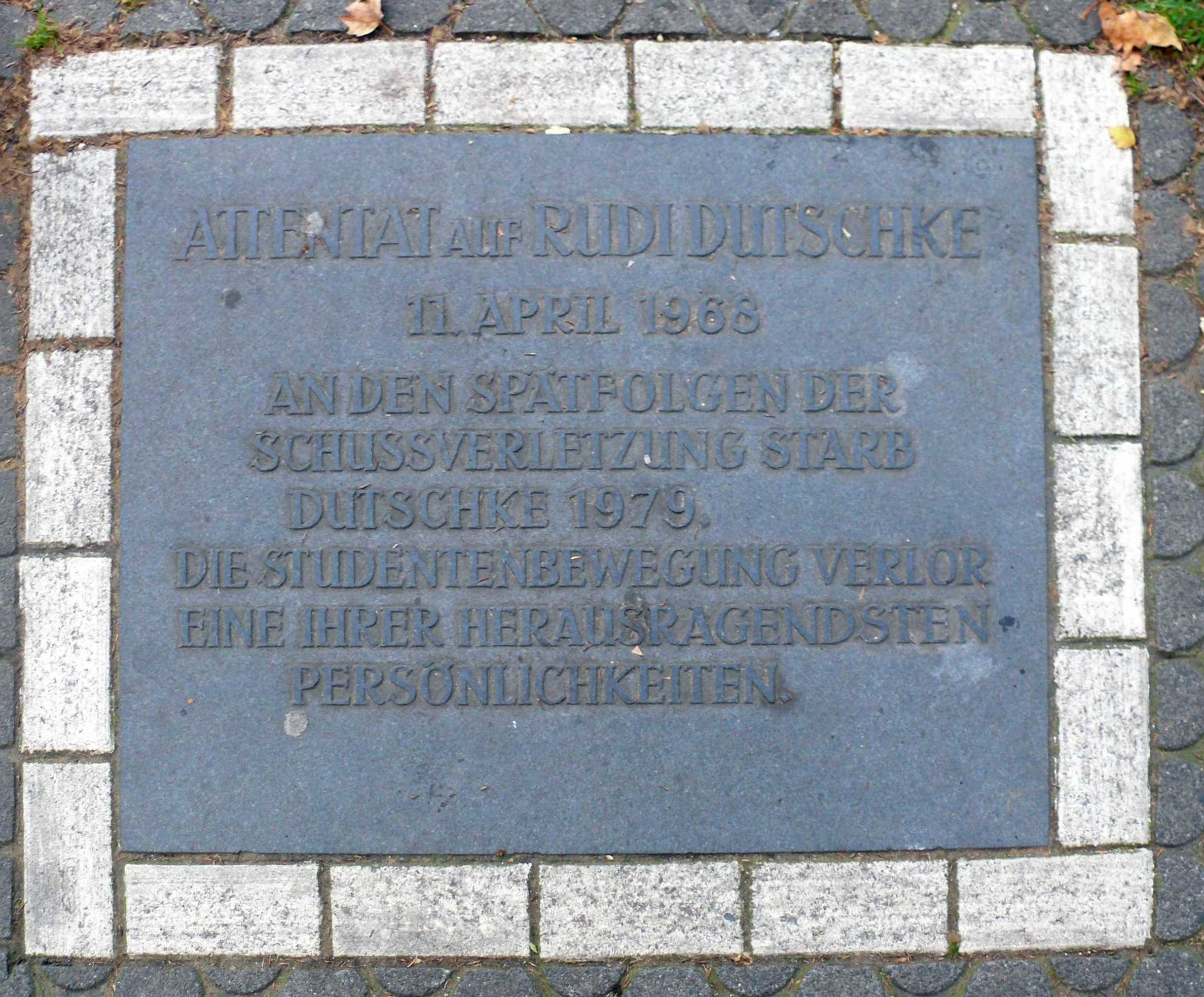
Emléktábla a merénylet helyszínén

Tilman Fichter, az SDS tagja kevéssel a lövöldözés után ért a helyszínre. Később azt mondta:„Mindannyian azt hittük, hogy Rudi meghalt. Nem gondoltuk, hogy túléli”. Éjszaka felhívták őket a kórházból, hogy Dutschkének van esélye a felgyógyulásra. A kormányzat nyomást gyakorolt a kórházra, hogy tudassa a szervezettel, a diákvezér állapota stabilizálódott, mert félt attól, hogy halála zavargásokhoz vezet. A diákok nem hittek a kormányzatnak, ezért nem jelentették be Dutschke állapotának javulását.
A merénylet hírére gyülekezés kezdődött az SDS-irodánál és a közeli egyetemnél. A diákok úgy gondolták, hogy a Springer konzorcium a felelős a gyilkosságért, amelynek lapjai hadjáratot folytattak Rudi Dutschke ellen. Este 1500 ember masírozott a 15 emeletes Springer-épülethez, amely a falhoz közel állt. Menet közben kövekkel megdobálták az Amerika-házat. A tömeg azt kiabálta, hogy „Springer, Mörder” (Springer, gyilkos).
A tüntetők között volt mások mellett Michael Baumann, egy fiatal munkás, aki később a Június 2. Mozgalom nevű terrorszervezet tagja lett. Memoárjában később azt írta, hogy a Rudi Dutschke elleni merénylet volt az utolsó csepp a pohárban, „Úgy éreztem, hogy azok a lövedékek engem találtak el. Akkorra nyilvánvalóvá vált: most mi csapunk vissza, nincs többé bocsánat.”
A tüntetők megdobálták a Springer-székházat, felborították a parkolóban álló újságszállító járműveket, és többet meggyújtottak. Összesen 27 városban voltak többezres megmozdulások. „Tegnap Martin Luther King, ma Dutschke, holnap mi következünk”, skandálta tömeg. A merénylet jelentős szerepet játszott a radikális baloldal egy részének erőszakossá válásában, többek között a Vörös Hadsereg Frakció megalakulásában.